# Verbal Remixes & Collaborations
A Verbal Remixes & Collaborations egy  2003-as Amon Tobin EP.

## Számok
1. "Untitled" – Kid Koala & Amon Tobin  – 5:40
2. "I'll Have The Waldorf Salad" – Bonobo & Amon Tobin  – 6:28
3. "Hot Korean Moms" – P Love & Amon Tobin  – 5:07
4. "Ten Piece Metric Wrench Set" – Steinski & Amon Tobin  – 5:41
5. "Ownage" – Doubleclick & Amon Tobin  – 6:32
6. "Verbal" (Prefuse 73 Dipped Escalade mix)  – 3:14
7. "Verbal" (Topo Gigio remix)  – 3:59
8. "Verbal" (Kid 606 Dancehall Devastation mix)  – 4:39
9. "Verbal" (Boom Bip remix)  – 5:12